# Добрево (Пробиштип)
Добрево (мкд. Добрево) је насеље у Северној Македонији, у источном делу државе. Добрево је у саставу општине Пробиштип.

## Географија
Добрево је смештено у источном делу Северне Македоније. Од најближег града, Пробиштипа, насеље је удаљено 6 km североисточно.
Насеље Добрево се налази у историјској области Злетово, на јужним падинама Осоговских планина. Надморска висина насеља је приближно 680 метара. 
Месна клима је умерено континентална.

## Становништво
Добрево је према последњем попису из 2002. године имало 340 становника.
Претежно становништво у насељу су етнички Македонци (98%).
Већинска вероисповест месног становништва је православље.